# 黒川元春
黒川 元春（くろかわ もとはる）は、戦国時代の武将。

## 生涯
一説によると、土佐の国人領主・長宗我部兼序の子として誕生。兼序の三男。国親の異母弟だったともいわれる。享禄の初めに兄・国親と不和になったため出奔して、伊予国周敷郡の豪族・黒川通矩の妹婿になり、黒川姓を名乗る。
けれど、長宗我部家出身を裏付ける根拠が乏しく、後世の創作と思われる。
現在は、石鎚地区の土豪から領主層に成り上がったとする説が有力。
元春は通矩とともに次々と周辺豪族を滅亡もしくは臣従させ、黒川家を繁栄に導いたという。